# برونتي كامبل
برونتي كامبل (ولدت في 14 أيار 1994) هي سباحة استرالية ، حاصلة على ذهبية أولمبية - الفائزة ببطولة العالم وصاحبة الرقم القياسي العالمي. شقيقتها الأكبر سنا كايت أيضا هي سباحة التي تحمل الرقم القياسي العالمي الحالي في  100 متر حرة. برونتي كامبل فازت بثلاث ميداليات ذهبية في 2015 بطولة العالم، بما في ذلك 50 و 100 متر حرة .

## روابط خارجية
- برونتي كامبل على موقع الاتحاد الدولي للسباحة (الإنجليزية)
- برونتي كامبل على موقع الاتحاد الأسترالي للسباحة (مؤرشف)  (الإنجليزية)
- برونتي كامبل على موقع SwimRankings.net (الإنجليزية)
- برونتي كامبل على موقع اللجنة الأولمبية الدولية (الإنجليزية)
- برونتي كامبل على موقع أوليمبيديا (الإنجليزية)
- برونتي كامبل على موقع اللجنة الأولمبية الأسترالية (الإنجليزية)
- برونتي كامبل على موقع اتحاد ألعاب الكومنولث (مؤرشف) (الإنجليزية)